# Mambo Mambo
Mambo Mambo è un singolo del cantante tedesco Lou Bega, pubblicato il 5 giugno 2000 come quarto e ultilo estratto dall'album A Little Bit of Mambo.

## Tracce
CD Singolo
1. Mambo Mambo (Radio version) – 3:17
2. Baby Keep Smiling – 3:10

## Classifiche
| Classifica (2000) | Posizione massima |
| ----------------- | ----------------- |
| Belgio (Fiandre)  | 65                |
| Belgio (Vallonia) | 25                |
| Francia           | 11                |